# Нагорное (городской округ Мытищи)
Нагорное — посёлок в городском округе Мытищи Московской области России. Население — 250 чел. (2010).

## География
Расположен на севере Московской области, в южной части Мытищинского района, на Челобитьевском шоссе, примерно в 6,5 км к западу от центра города Мытищи, рядом с Московской кольцевой автодорогой.
В посёлке 7 улиц — Вербная, Владимирская, Девкин Ручей, Лесная, Луговая, Новая Нагорная и Центральная, Липкинское шоссе и Молодёжный проезд. Ближайшие сельские населённые пункты — деревни Вешки, Челобитьево и посёлок Вешки.

## История
Образован на месте центральной усадьбы совхоза «Нагорное» решением Московской областной думы № 6/17 от 18 мая 1994 года.
1994—2006 гг. — посёлок Сгонниковского сельского округа Мытищинского района. 2006—2015 гг. — посёлок городского поселения Мытищи Мытищинского района.

## Достопримечательности

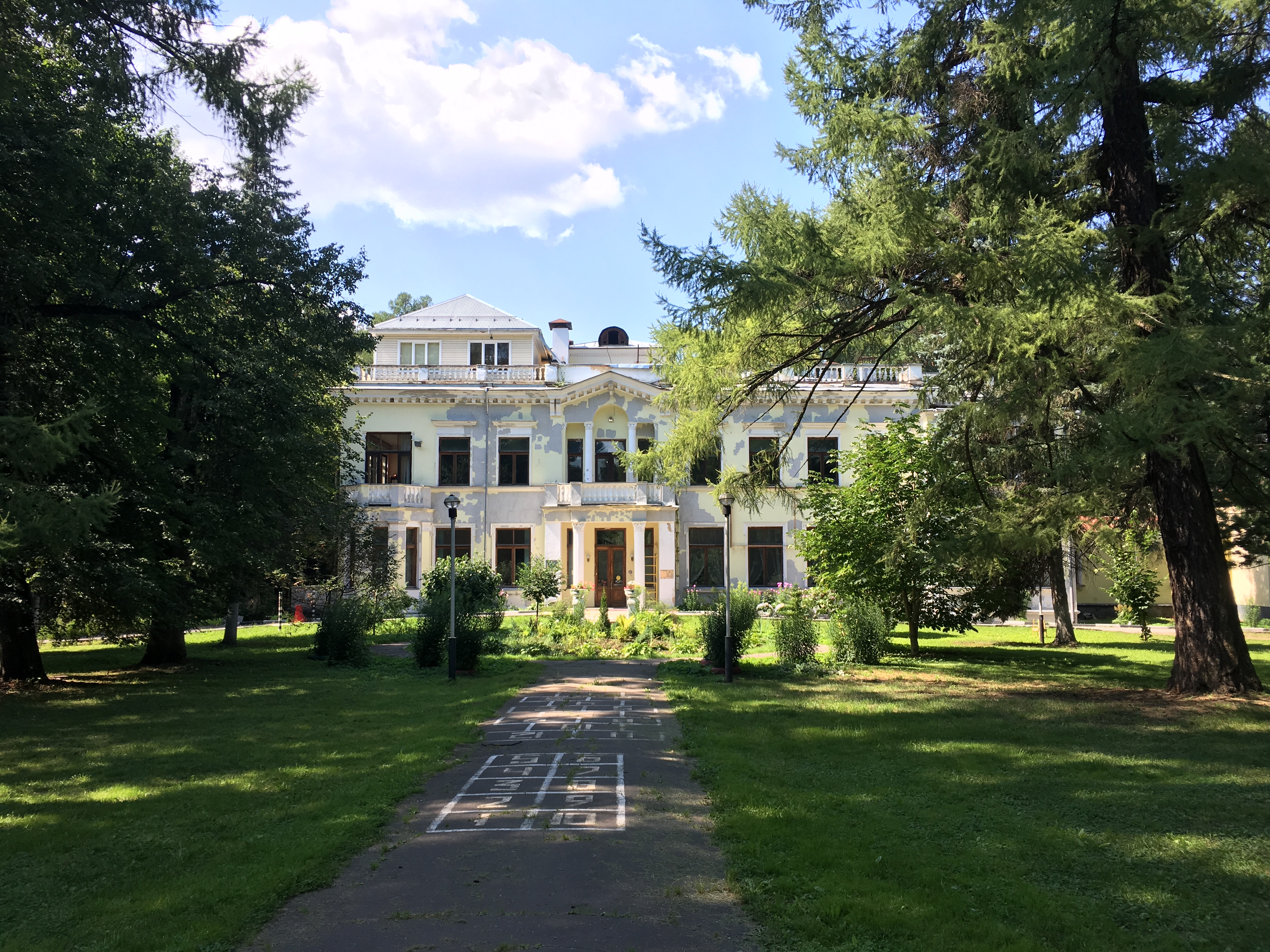
Главное здание усадьбы Нехлюдово

Усадьба «Нехлюдово» с парком. Является памятником архитектуры регионального значения —  Объект культурного наследия № 5000002266.
С начала 1930-х годов по 1969 год в усадьбе Нехлюдово, превращённой в правительственную дачу, проживал с семьёй видный советский госдеятель и военачальник Климент Ефремович Ворошилов. После пожара 1949 года, когда полностью сгорел старый барский дом, на даче Ворошилова был построен новый, сохранившийся к настоящему времени. Сейчас ворошиловская дача принадлежит Гуманитарной русско-испанской школе «Дом Солнца» («Casadelsol»).

## Население
| 2002 | 2010 |
| ---- | ---- |
| 260  | ↘250 |